# Juan Fagés y Virgili
Juan Fagés y Virgili ( 1862-4 de agosto de 1911) fue un físico, químico y farmacéutico español. Fue miembro de la Real Academia de Ciencias Exactas, Físicas y Naturales.
Se doctoró en ciencias fisicoquímicas y en farmacia. Fue catedrático de análisis químico en la Facultad de Ciencias de la Universidad de Madrid. Además, fue Consejero de Sanidad.